# Vuelta Ciclista de Chile
Die Vuelta Ciclista de Chile (dt. Chile-Rundfahrt) ist ein ehemaliges Straßenradrennen in Chile. Die Rundfahrt 1976 erstmals ausgetragen und war bis 1996 Amateuren vorbehalten. Seit 2005 hatte das Rennen die UCI-Kategorie 2.2 und war 2006 Teil der UCI America Tour. Die Austragungen von 2007 bis 2010 wurden abgesagt.

## Palmarés
| Jahr                       | Sieger                  | Zweiter                 | Dritter                     |          |
| -------------------------- | ----------------------- | ----------------------- | --------------------------- | -------- |
| 1976                       | Giovanni Fedrigo        | Guido Van Calster       | Franco Preda                |          |
| 1977                       | Antonio Londoño         | Luis Manrique           | Hernán Donneys              |          |
| 1978                       | Norberto Cáceres        | José Patrocinio Jiménez | Alberto Minetti             |          |
| 1979                       | Alfonso Flórez Ortiz    | José Patrocinio Jiménez | Antonio Londoño             |          |
| 1980                       | Plinio Casas            | Fernando Vera           | Sérgio Aliste               |          |
| 1981                       | Marc Somers             | Alexi Grewal            | Roberto Muñoz               |          |
| 1982                       | Julio Rubiano           | Alexi Grewal            | José Patrocinio Jiménez     |          |
| 1983                       | Roberto Muñoz           | Miguel Droguett         | Steve Tilford               |          |
| 1984                       | Renan Ferraro           | Antônio Silvestre       | Carlos Correa               |          |
| 1985                       | Federico Moreira        | Fernando Vera           | Jaime Bretti                |          |
| 1986                       | José Dario Hernández    | Gabriel Roberto Sabbiao | Wanderley Magalhães Azevedo |          |
| 1987                       | Peter Tormen            | Fabio Acevedo           | Carlos Neira                |          |
| 1988                       | Fernando Vera           | Gustavo De los Santos   | Gilson Rangel               |          |
| 1989                       | Julio-César Ortegón     | Édgar Humberto Ruiz     | Héctor Iván Palacio         |          |
| 1990                       | Sergei Suchorutschenkow | Omar Trompa             | Henry Ortiz                 |          |
| 1991                       | Pawel Tonkow            | Marco Milesi            | Marcelo Agüero              |          |
| 1992                       | Yuriy Surkov            |                         |                             |          |
| 1993-1994 keine Austragung |                         |                         |                             |          |
| 1995                       | Luis Ricardo Mesa       | Gustavo Figueredo       | Jamil Suaidem               |          |
| 1996                       | Christophe Moreau       | Félix García Casas      | Pascal Hervé                |          |
| 1997                       | Patrice Halgand         | Félix García Casas      | Pascal Hervé                |          |
| 1998                       | José Ramón Uriarte      | Andrei Kiwiljow         | Marcel Wüst                 |          |
| 1999                       | Luis Fernando Sepúlveda | Márcio May              | Luis Romero Amarán          |          |
| 2000                       | Luis Fernando Sepúlveda | Richard Rodríguez       | José Medina                 |          |
| 2001                       | David Plaza             | Andrei Sartassov        | Gonzalo Garrido             |          |
| 2002                       | Gonzalo Salas           | Marcelo Agüero          | Edgardo Simón               |          |
| 2003                       | Marco Arriagada         | José Medina             | Jorge Giacinti              |          |
| 2004                       | Marco Arriagada         | José Medina             | Marcelo Arriagada           |          |
| 2005                       | Edgardo Simón           | Gonzalo Salas           | Marco Arriagada             |          |
| 2006                       | Andrei Sartassov        | Jorge Giacinti          | Luis Fernando Sepúlveda     |          |
| 2017-2019 keine Austragung |                         |                         |                             |          |
| 2011                       | Gonzalo Garrido         | Sergio Godoy            | Vicente Muga                |          |
| 2012                       | Patricio Almonacid      | Félix Cárdenas          | Gonzalo Garrido             |          |
| 2013-2016 keine Austragung |                         |                         |                             |          |
| 2017                       | Nicolás Paredes         | Cristhian Montoya       | Efrén Santos                |          |
| 2018 keine Austragung      |                         |                         |                             |          |
| 2019                       | Óscar Sevilla           | Pablo Alarcón           | Fabio Duarte                |          |
| 2020-2022 keine Austragung |                         |                         |                             |          |
| 2023                       | abgesagt                | abgesagt                | abgesagt                    | abgesagt |